# 八大部
八大部（はちだいぶ、中国語: 八大部＝バーダーブー）と中国で呼ばれているのは、満洲国新京（現在の吉林省長春市）にあった満洲国国務院（行政機関）配下の八部（治安部、司法部、経済部、交通部、興農部、文教部、外交部、民生部）を指し、これらの建物は現存し、内外の観光客が見物に訪れている。

## 概要
満洲国政府は『大新京都市計画』に基づき、政府関係の建物を新京市順天大街（現在の吉林省長春市朝陽区新民大街）とその周辺地域に配置し、長さ1,500メートル、幅60メートルの緑あふれる大通り（中央に帯状の庭園がある）の両側に配置した。この場所の北端は満洲新宮殿（愛新覚羅溥儀の新しい皇居）の建設用地であり、南への道の両側は満洲国務院（北緯43度52分30秒 東経125度18分36秒 / 北緯43.8751299度 東経125.3100035度座標: 北緯43度52分30秒 東経125度18分36秒 / 北緯43.8751299度 東経125.3100035度）とさまざまな政府省庁のビルであり、南端は安民広場（現在の長春市の新民広場）の近くにある。八大部は1930年代に建てられた大規模なビル群で、建物はすべて東洋的な特徴を持つ中国と日本の伝統的な屋根スタイルを採用し、「満洲の建物」と呼ばれていた。広々とした土地、優雅で静かな環境、壮大な形、それぞれに特徴があり、大きな緑の木々に囲まれ、満洲の「国家首都建設」のガーデンシティ形式の代表的なブロックを構成していた。この長い眺めのよいエリアは、地元の人々から一般に「八大部」と呼ばれ、現在では国家級風景名勝区に指定されている。
中心軸の北端に位置する新しい皇居は、1938年9月に建設を開始した。太平洋戦争の発生後、財政的制約により建設は中断された。1945年までに、新しい皇居の本館の地下部分のみが完成した。1953年には、これに基づいて3万平方メートルの建築面積のを建物が建設された、この宮殿様式の建物は長春地質学院（現在は吉林大学朝陽キャンパスの長春地質宮）の教育ビルとして使用され、その後地質学博物館を併設している。博物館の前面は、もともとは18万平方メートルの面積を占める皇居前広場として計画されたもので、春天広場と呼ばれ、1996年に緑の草が茂った文化広場に変わっている。
「八大部」とその近所の歴史的建造物は、その後基本的に無傷で残った。2012年6月には、新民大街が「中国史文化名街」（中国語）として選ばれ、2013年3月には以前の満洲国国務院、治安部、司法部、経済部、交通部、外交部、民生部、総合保衛建物（最高法院、最高検察庁、新京高等法院）が全国重点文物保護単位に指定された。

## 写真集
| 往時        | 現状 | 原名                                               | 現住所                                   | 建築時期 | 設計                         | 現在使用者                                                     |
|             |      | 満洲国国務院                                       | 新民大街126号                            | 1936年   | 日本 · 石井達郎              | 吉林大学医学基礎楼                                             |
|             |      | 満洲国治安部                                       | 新民大街71号                             | 1938年   | 満洲国営繕需品局             | 1970年頂部に階を足す改造，吉林大学第一医院                     |
|             |      | 満洲国司法部                                       | 新民大街828号                            | 1936年   | 日本 · 相賀兼介              | 吉林大学医学部                                                 |
|             |      | 満洲国経済部                                       | 新民大街829号                            | 1939年   | 満洲国営繕需品局             | 吉林大学中日聯誼医院二部                                       |
|             |      | 満洲国交通部                                       | 新民大街1163号                           | 1937年   | 満洲国営繕需品局             | 吉林大学公共衛生防疫学院                                       |
|             |      | 満洲国外交部                                       | 建設街1122号                             | 1934年   | フランス · 布羅薩德-茅平公司 | 太陽会館                                                       |
|             |      | 満洲国民生部                                       | 人民大街3623号                           | 1936年前 | 満洲国総務庁需用処           | 吉林省石油化工設計研究院                                       |
|             |      | 満洲国興農部                                       | 自由大路506号                            |          |                              | 1998年拆除，元の住所に東北師範大学附属中学校を新築             |
| \| \| \| \| |      | 満洲国文教部                                       | 自由大路696号                            |          |                              | 2003年拆除，元の住所に東北師範大学東北師範大学附属小学校を新築 |
|             |      | 総合保衛建物（最高法院、最高検察庁、新京高等法院） | 自由大路108号                            | 1938年   | 日本 · 牧野正巳              | 人民解放軍空軍長春461医院                                      |
|             |      | 満洲国新帝宮建設用地                               | 東民主大街、西民主大街、解放大路囲合区域 |          |                              | 文化広場、吉林大学朝陽校区、御花園                             |

## 交通
- 長春公交（中国語）
- 長春軌道交通2号線・文化広場駅

## 参照項目
- 満洲国
- 満洲国国務院
- 満洲国法院